# Craig Parry
Craig Parry (Sunshine, Victoria, 12 januari 1966) is een professioneel golfer uit Australië.
Parr begon op 10-jarige leeftijd met golf op de Sunshine Golf Club. Toen hij 14 jaar was werd hij jeugdkampioen van de club.

## Professional
Hij werd in 1985 professional en heeft sindsdien 23 toernooien gewonnen, waarvan twee op de Amerikaanse PGA Tour. Zijn eerste toernooi won hij in 1987 in eigen land, het New South Wales Open.
In 1987 ging hij naar de Europese Tourschool en haalde zijn kaart. Hij speelde van 1988 tot 1991 regelmatig op de Europese PGA Tour en won daar o.a. het Open in Duitsland, Italië en Schotland. In 1989 eindigde hij op de 3de plaats van de rangorde, mede door twee overwinningen en een 6de plaats op het KLM Dutch Open, in 1991 op de 5de plaats, na twee overwinningen en een 8ste plaats bij het Brits Open. 
Van 1992 - 2006 speelde hij op de Amerikaanse PGA Tour. In 1992 won hij drie van de vier grote Australische toernooien: het PGA Kampioenschap, het New South Wales Open en de Australian Masters.
In 2002 won hij als eerste Australiër de WGC-NEC Invitational, een hoogtepunt uit zijn carrière.
Sinds 2007 speelt hij vooral op de Japan Golf Tour en de Australaziatische PGA Tour. 
Het jaar 2009 verliep niet zo goed. Hij speelde enkele toernooien in Australië en Nieuw-Zeeland en verder 18 toernooien op de Japanse Tour; hij haalde 8 cuts en één top-10 plaats en eindigde op de 86ste plaats, waardoor hij zijn kaart verloor. Hij mag als lid van de Amerikaanse Tour daar in 2010 toch spelen.

### Gewonnen

#### Amerikaanse PGA Tour
- 2002: WGC-NEC Invitational (telt voor enkele Tours)
- 2004: Ford Championship at Doral

#### Europese PGA Tour
- 1989: Wang Four Stars, German Open
- 1991: Bell's Scottish Open, Lancia Martini Italian Open
- 2002: WGC-NEC Invitational (telt voor enkele Tours)
- 2005: Heineken Classic (telt ook voor de Australaziatische Tour)

#### Australaziatische PGA Tour
Parry won de Order of Merit in 1995, 2002 en 2007.
- 1987: Panasonic New South Wales Open
- 1992: Australian PGA Championship, New South Wales Open, Microsoft Australian Masters
- 1994: Pyramid Australian Masters
- 1995: Canon Challenge, Greg Norman's Holden Classic
- 1996: Ericsson Masters
- 1997: Coolum Classic
- 1999: Ford South Australian Open
- 2002: New Zealand Open, WGC-NEC Invitational (telt voor enkele Tours)
- 2005: Heineken Classic (telt ook voor de Europese Tour)
- 2007: MFS Australian Open

#### Japan Golf Tour
- 1989: Bridgestone ASO Open
- 1997: Japan Open

#### Aziatische Tour
- 1998: Satelindo Indonesia Open

#### Elders
- 1987: Canadian TPC

### Teams
- Alfred Dunhill Cup (namens Australië): 1991, 1993, 1995, 1996, 1998, 1999
- WGC World Cup (namens Australië): 2002
- Presidents Cup (Internationaal Team): 1994, 1996, 1998 (winners)
- Four Tours World Championship: 1988, 1989, 1990 (winnaars), 1991

## Privéleven
Parry is getrouwd en woont in Sydney en Orlando. Ze hebben drie kinderen.